# Coldfire

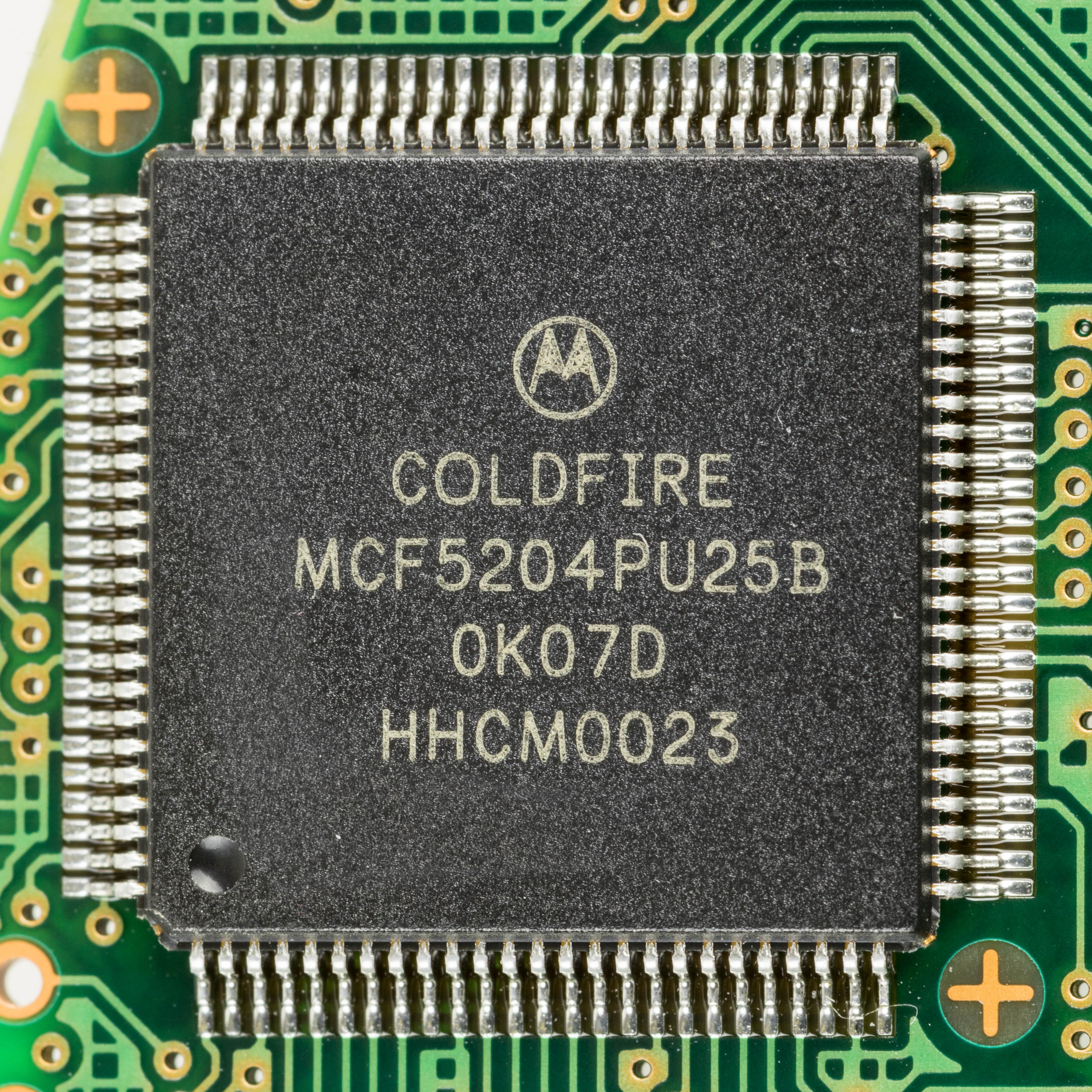
Coldfire 5204

De Freescale (voorheen Motorola) Coldfire is een lichtelijk uitgeklede 68000 processor, bedoeld om het ontwerp te versimpelen. Op deze manier kan de processor zo goedkoop mogelijk gemaakt worden en het wordt het energieverbruik geminimaliseerd.